# Arwa al-Sulayhi
 (avril 2014).
Si vous disposez d'ouvrages ou d'articles de référence ou si vous connaissez des sites web de qualité traitant du thème abordé ici, merci de compléter l'article en donnant les références utiles à sa vérifiabilité et en les liant à la section « Notes et références ».
Arwa bint Ahmed ou Arwa al-Sulayhi (en arabe : أروى بنت أحمد بن محمد بن جعفر بن موسى الصليحي الإسماعيلية Arwa bint Asma Muḥammad ibn Jaʿfar ibn Mūsá ṣ-Ṣulayḥī al-Ismā'īliyyah), née en 1048 et décédée en 1138 est la souveraine ayant régné sur le Yémen le plus longtemps, d'abord à travers ses deux maris puis seule, de 1067 jusqu'à sa mort.
Elle est la plus grande des souverains de la dynastie Sulayhide et aussi la première femme à se voir accorder le titre prestigieux de hujja dans la branche ismaélienne de l'islam chiite ; elle est donc considérée comme la médiatrice entre Dieu et les êtres humains de son temps. Elle est surnommée la Sayyidah al-Ḥurrah, « la noble dame » (السيدة الحرة), al-Malika al-Hurra, « la noble Reine » (الملكة الحرة al-Ḥurrātu l-Malikah) ou encore la « petite reine de Saba » (ملكة سبأ الصغيرة Malikah Sabā' aṣ-Ṣaghīrah).

## Biographie
Elle naît en 1048 dans les montagnes du Haraz (en). Après la mort de ses parents, elle est élevée par son oncle, le sultan Ali al-Sulayhi (en) et sa femme Asma bint Shihab. A l'âge de 17 ans, elle épouse son cousin, l'héritier du trône Ahmad al-Mukarram (en). Après l'assassinat du sultan Ali par son ennemi Saïd ibn Najar en 1066, Mukarram lui succède et associe son épouse au pouvoir. Quand sa santé se dégrade, il partage la régence entre la reine-mère Asma et Arwa.
Cette dernière transfère la capitale de Sanaa à Jibla. Saïd ibn Najar est tué alors qu'il attaque la ville en 1088. À la mort de Mukarram en 1091, Arwa se remarie avec Saba ibn Ahmad, cousin du défunt. Elle exerce ensuite seule le pouvoir de 1102 à son décès en 1138. Elle gouverne en soignant les infrastructures du pays : routes, écoles, mosquées, etc. Elle est enterrée à Jibla, dans un mausolée situé dans un angle de la mosquée qui porte son nom.